# Фторид кальция
Фторид кальция ( флюорит, плавиковый шпат, дифторид кальция, двуфтористый кальций) — неорганическое бинарное ионное химическое соединение. Химическая формула CaF2.

## Физические свойства
Бесцветные диамагнитные кристаллы (в измельчённом состоянии — белые).
До температуры 1151 °C существует α-CaF2 с кубической решеткой (а = 0,54626 нм, z=4, пространственная группа Fm3m), выше 1151 °C — разупорядоченная модификация тетрагональной сингонии, температура плавления у этой модификации — 1418 °C.
Плохо растворим в воде (16 мг/л при 18 °C).

## Получение
В природе CaF2 встречается в виде минерала флюорита (плавиковый шпат), который содержит до 90-95 % CaF2 и 3,5-8 % SiO2.
Это хрупкий и мягкий минерал с большой вариацией в цвете: бесцветный, белый, жёлтый, оранжевый, красный, бурый, зелёный, зеленовато-голубой, фиолетово-синий, серый, пурпурный, синевато-чёрный, розовый и малиновый. Окраска связана с примесями хлора, железа, урана, дефектами кристаллической структуры, которая весьма тонко реагирует на нагревание.
Является основным источником фтора в мире.
Мировое производство ~4,5 млн т/год (1983 год).
В лабораторных условиях фторид кальция обычно получают из карбоната кальция и плавиковой кислоты:
{\displaystyle {\mathsf {CaCO_{3}+2HF{\xrightarrow {}}CaF_{2}\downarrow +CO_{2}\uparrow +H_{2}O}}}
Чисто теоретический интерес представляет способ получения непосредственно из простых веществ:
{\displaystyle {\mathsf {Ca+F_{2}{\xrightarrow {}}CaF_{2}}}}
Разбавленная плавиковая кислота взаимодействует с оксидом кальция:
{\displaystyle {\mathsf {CaO+2HF{\xrightarrow {}}CaF_{2}\downarrow +H_{2}O}}}
Фторид кальция можно получить обменными реакциями, например:
{\displaystyle {\mathsf {CaCl_{2}+2NH_{4}F{\xrightarrow {}}CaF_{2}\downarrow +2NH_{4}Cl}}}

## Химические свойства
Фторид кальция химически относительно пассивен. При высокой температуре подвергается гидролизу:
{\displaystyle {\mathsf {CaF_{2}+H_{2}O{\xrightarrow {800^{o}C}}CaO+2HF}}}
{\displaystyle {\mathsf {CaF_{2}+H_{2}O+SiO_{2}{\xrightarrow {1450^{o}C}}CaSiO_{3}+2HF}}}
Разлагается концентрированной серной кислотой, что используется в промышлености для получения HF:
{\displaystyle {\mathsf {CaF_{2}+H_{2}SO_{4}{\xrightarrow {130-200^{o}C}}CaSO_{4}+2HF\uparrow }}}
При избытке HF образует сложный кристаллогидрат:
{\displaystyle {\mathsf {CaF_{2}+2HF+6H_{2}O{\xrightarrow {}}Ca(HF_{2})_{2}\cdot 6H_{2}O\downarrow }}}
При температуре в 600—700 °C фторид лития реагирует с оксидом кальция, давая на выходе оксид лития и фторид кальция:
{\displaystyle {\mathsf {2LiF+CaO{\xrightarrow {600-700^{o}C}}CaF_{2}+Li_{2}O}}}
Фторид лития с насыщенным раствором гидроксида кальция реагирует образовывая гидроксид лития и фторид кальция:
{\displaystyle {\mathsf {2LiF+Ca(OH)_{2}{\xrightarrow {}}CaF_{2}+2LiOH}}}

## Применение
Фторид кальция является основным источником фтора и его соединений.
Начиная с конца 1990-х годов добывалось ~5 млн тонн данного вещества в год.
Фторид кальция является компонентом металлургических флюсов, специальных стекол, эмалей, керамики, оптических и лазерных материалов.
Он также используется в качестве флюса при плавке и переработке жидких чугуна и стали.
В лаборатории фторид кальция широко применяется в качестве оптического материала для инфракрасного и ультрафиолетового излучений,
а также как материал с чрезвычайно низким показателем преломления. В первые годы 21-го века цена на рынке фторида кальция упала, и многие крупные заводы были закрыты. Canon и другие производители используют синтетически выращенные кристаллы фторида кальция в качестве компонентов в объективах, уменьшающих рассеивание света.
Применяется в стоматологии, для глубокого фторирования – насыщения твердых тканей зуба минеральными соединениями, путём обработки(очистка, просушивание струёй воздуха зуба и нанесение) поврежденных мест. Благодаря этому, терапевтический эффект по сравнению с применением фторлаков, усиливается в 100 раз.
Отличные механические, технические и эксплуатационные характеристики в сочетании с прозрачностью в широком спектральном диапазоне, высокой оптической однородностью, высокой радиационной устойчивостью позволяют использовать оптические монокристаллы фторида кальция в:
- Микроскопии,
- Квантовой и силовой оптике,
- Инфракрасной технике,
- Спектрофотометрии,
- Фурье-спектроскопии,
- Рентгеновской технике,
- Космотехнике,
- Астрономии,
- Голографии.

Монокристаллы используются для изготовления окон, призм, линз и других оптических деталей, работающих в диапазоне излучения от ультрафиолетового до инфракрасного.
Оптические детали из фторида кальция используются без защитных покрытий.

## Опасность применения
Фторид кальция считается относительно безвредным в силу его малой растворимости в воде. Ситуация схожа и с BaSO4, где токсичность, обычно связанная с Ba2+, компенсируется очень низкой растворимостью сульфата.

## Ультратонкие плёнки
Тонкие кристаллические плёнки CaF2 толщиной несколько нанометров находят применение в качестве барьерных слоёв в твердотельных структурах, включая резонансно-туннельные диоды (для ямы используется кремний или фторид кадмия). Кроме того, рассматриваются варианты задействования таких плёнок в полевых транзисторах с изолированным затвором различных архитектур, вместо традиционного для микроэлектроники материала SiO2 и high-k-оксидов. 
Слои фторида при этом выращиваются методом молекулярно-пучковой эпитаксии на подложках кристаллического кремния; высокое качество обеспечивается благодаря близости постоянных решётки Si и CaF2.